# ネオン・アントノフ
ネオン・ヴァシーリエヴィチ・アントノフ（ロシア語: Нео́н Васи́льевич Анто́нов ニオーン・ヴァスィーリェヴィチュ・アントーナフ、1907年1月6日 - 1948年10月24日）は、ソビエト連邦の軍人。ソ連邦英雄。最終階級は海軍少将。

## 経歴
アントノフは、1907年1月19日（ユリウス暦では1月6日）にロシア帝国モスクワ県クラスコヴォ（現ロシア連邦モスクワ州リュベレツキー地区付近）で生まれた。1926年にソ連海軍へ入隊。1930年にレニングラード海軍学校を卒業し、極東ロシアで統合国家政治局の下国境警備に当たった。
1936年、哨戒艇ヴォロフスキーの艦長に就いた。1941年、N・G・クズネツォフ記念海軍兵学校を卒業したアントノフは、同年ソビエト連邦共産党に入党している。
大祖国戦争が勃発すると、1941年6月より赤旗勲章バルト艦隊の砲艦大隊長として、1942年1月からは赤旗勲章バルト艦隊の参謀として従軍した。1944年8月から9月までリガの防衛を指揮。引き続きフィンランドより貸与されたポルッカラの海軍基地に移動し、終戦をそこで迎えた。戦後はアムール小艦隊の司令官を務めている。
1948年10月24日にハバロフスクで死去。

## 叙勲
|  | ソ連邦英雄（1945年7月18日、第7970号） |
|  | レーニン勲章（1945年7月18日）         |
|  | 赤旗勲章2回（1944年2月28日、7月27日） |
|  | 1等祖国戦争勲章                       |
|  | 2等ウシャコフ勲章                     |
|  | 赤星勲章                              |

## 記念
以下の場所にアントノフを記念するものが存在している。
- コロムナ：胸像
- ペトロザヴォーツク：記念碑
- ロシア海軍：太平洋で運用される哨戒艇の艦名